# 20 Dywizja Grenadierów Pancernych
20 Dywizja Grenadierów Pancernych (niem. 20. Panzergrenadier Division) – niemiecka dywizja grenadierów pancernych z okresu II wojny światowej.

## Historia
Dywizja powstała 23 lipca 1943 r. z 20 Dywizji Piechoty Zmotoryzowanej, którą wzmocniono 8. batalionem pancernym. Jesienią dywizja była aktywna w ramach Grupy Armii Środek pod Kijowem i nad Dnieprem. Pomimo ciężkich strat pozostawała na pierwszej linii i walczyła o Winnicę na Ukrainie (styczeń 1944), w kotle Hubego w rejonie Kamieńca Podolskiego (marzec-kwiecień 1944) i w bitwie o Brody (maj 1944). W czerwcu i sierpniu 1944 wycofała się przez południową Polskę na linię Wisły, gdzie brała udział w próbie likwidacji przyczółka baranowsko-sandomierskiego. W styczniu 1945 r. ofensywa sowiecka zepchnęła dywizję na Śląsk, w marcu została przerzucona nad Odrę. Jednostka została zniszczona w czasie walk o wzgórza Seelow, jej resztki uniknęły sowieckiej niewoli poddając się Amerykanom pod Tangermünde.

## Dowódcy
- Generalleutnant Georg Jauer (od 23 lipca 1943),
- Generalmajor Georg Scholze (od 1 stycznia 1945 do 24 kwietnia 1945, gdy popełnił samobójstwo).

## Skład dywizji (1944)
- 8  batalion pancerny,
- 76 pułk grenadierów pancernych,
- 90 pułk grenadierów pancernych,
- 20  zmotoryzowany pułk artylerii,
- 120  pancerny batalion rozpoznawczy,
- 20  batalion przeciwpancerny,
- 20  zmotoryzowany batalion inżynieryjny,
- 20  zmotoryzowany batalion łączności,
- 284  armijny batalion przeciwlotniczy,
- 20  batalion zapasowy,
- 20  dywizyjne oddziały zaopatrzeniowe